# (100051) Davidhernandez
(100051) Davidhernandez (1991 TC16) – planetoida z grupy pasa głównego asteroid okrążająca Słońce w ciągu 3,24 lat w średniej odległości 2,19 j.a. Odkryta 6 października 1991 roku.